# Pashmina

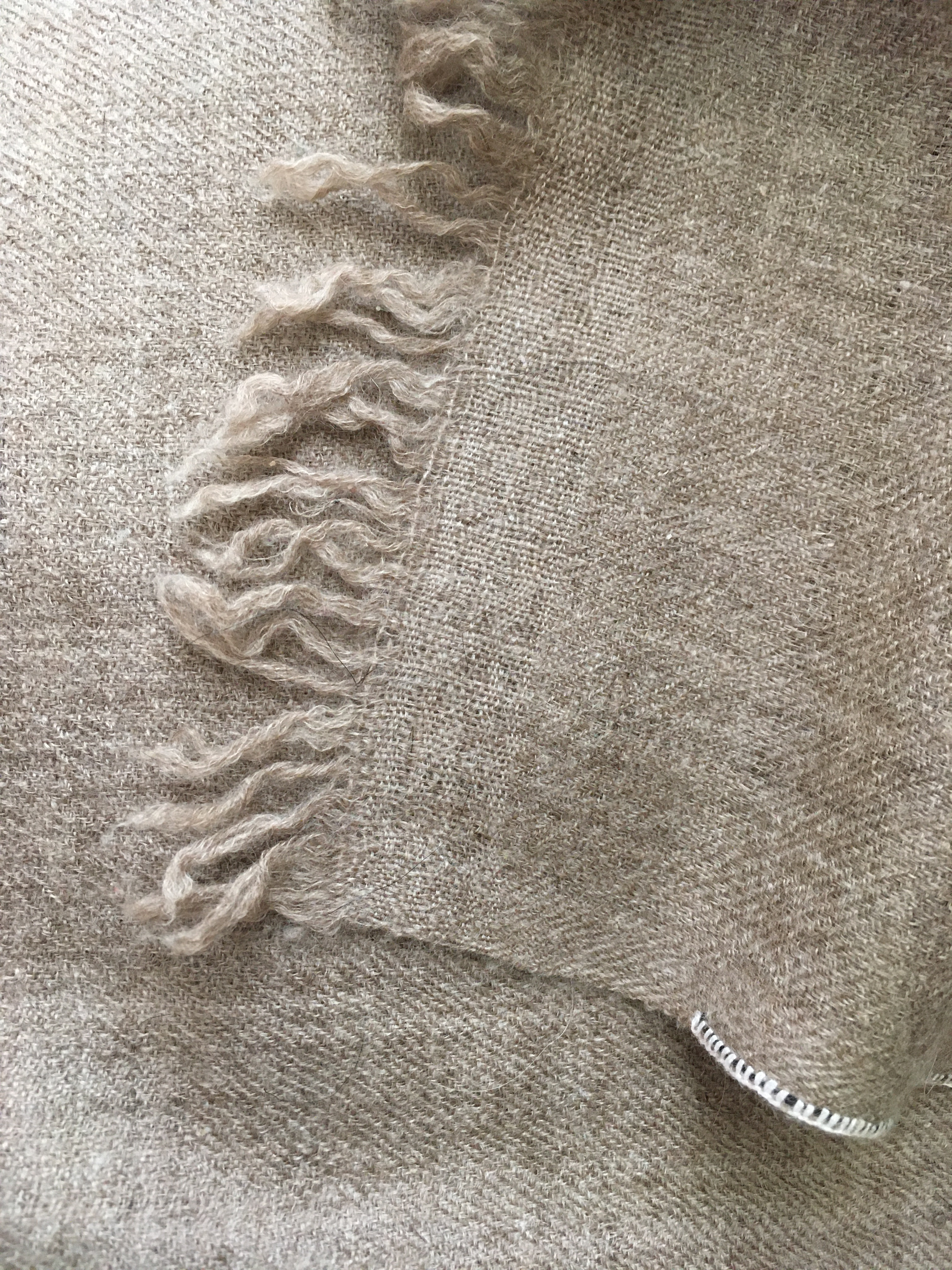
Pashmina intrecciata a mano a Srinagar

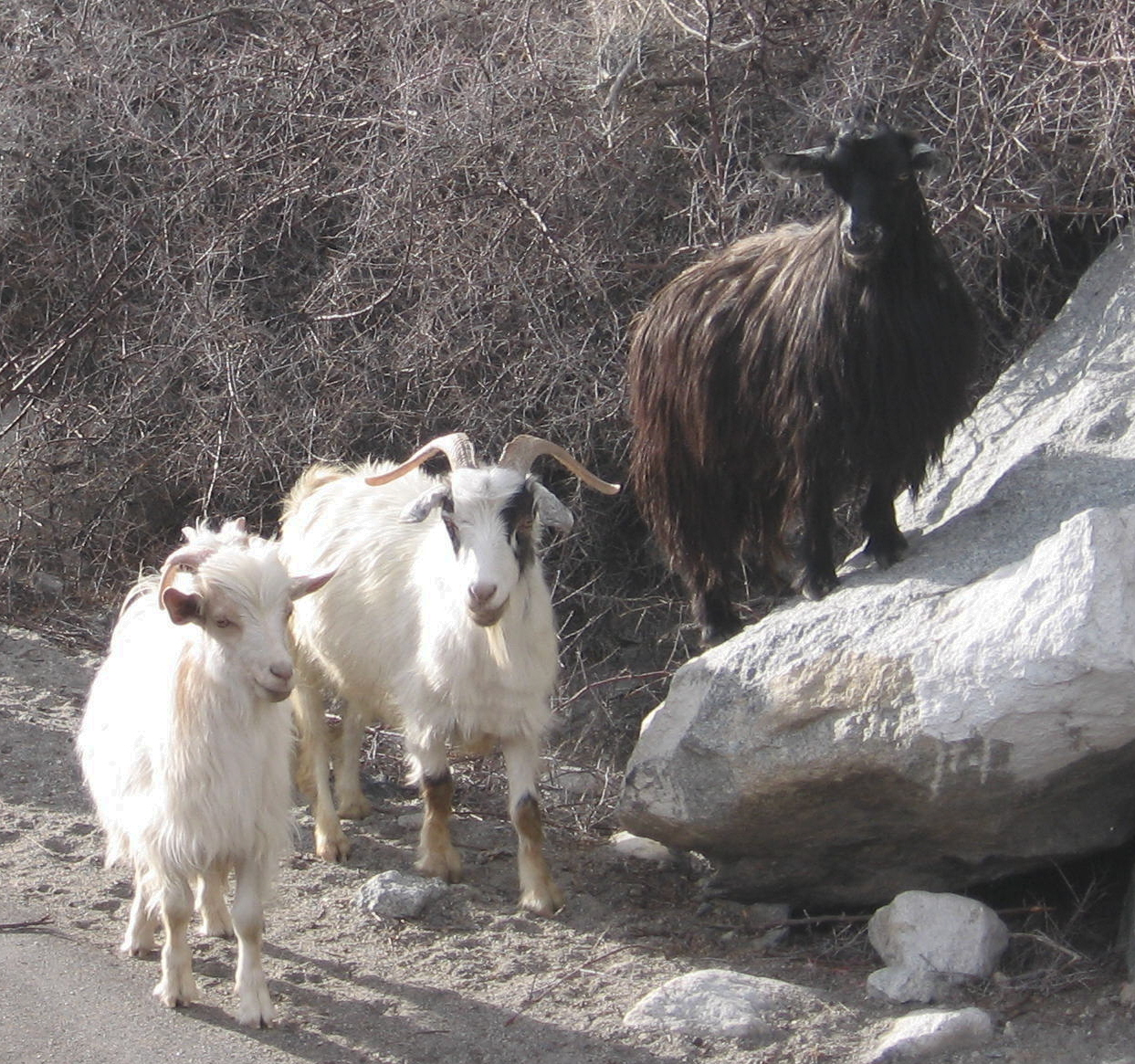
La capra changthangi, la cui lana è utilizzata per realizzare la pashmina tradizionale

La parola pashmina deriva da Pashmineh (پشمینه), dal persiano pashm, che significa "lana" e indica un prodotto tessile a base di lana cashmere, pregiatissima fibra tessile formata con il pelo della Capra hircus o Changthangi che vive nella catena montuosa dell'Himalaya tra il Ladakh, nell'India settentrionale, il Tibet e il Nepal.
A partire dal XIX secolo, in seguito all'esportazione di questi scialli di cashmere in Europa, la parola "pashmina" si è diffusa anche in occidente come sinonimo di scialle di cashmere particolarmente pregiato.

## Storia
La fibra, conosciuta anche con il nome di pashm ("lana"), viene utilizzata per la realizzazione di scialli tessuti a mano nella zona del Kashmir. I primi riferimenti scritti a questi scialli si trovano in alcuni scritti indiani del III secolo a.C. Il vero inizio dell'industria della pashmina è da riferirsi a Zayn-ul-Abidin, signore del Kashmir nel XV secolo, che introdusse tessitori dall'Asia centrale per la lavorazione di questa fibra e instaurò un autentico monopolio della sua tessitura.
La produzione è stata notevolmente incentivata dall'entusiastico appoggio dei Moghul (tra cui Akbar e i suoi successori), e dal patrocinato del governo locale.
La parola identificava lo scialle dei maharaja ottenuto con la pashmina usando solo il sottovello della parte del collo delle capre in questione; da lì l'uso della parola si estese a identificare la famosa sciarpa.

## Produzione
La pashmina viene utilizzata per la produzione di sciarpe, stole e scialli, tessuti con telai a mano, di peso molto leggero ma con mano morbidissima e molto calda. Il filato di pashmina non può essere tessuto su telai automatici a causa della sua finezza (12-14 micron in media), quindi la produzione viene ancora effettuata a mano nella città vecchia di Srinagar, in Kashmir.
Per la trama viene anche usata la seta, che aumenta la resistenza alla deformazione e crea le caratteristiche frange o nappe, costituite dai fili della trama intrecciati.

## Diffusione in Europa
Al collasso dell'epoca dei Moghul, attorno alla seconda metà del sedicesimo secolo, la richiesta europea di pashmina era in costante crescita. La sua bellezza era nota in tutto il mondo, non solo in Asia. Si dice che furono trovate pashmine nei palazzi di Cesare, e che Maria Antonietta d'Asburgo ne possedesse addirittura una collezione. Perfino Napoleone, impressionato dalla qualità del tessuto, regalò una pashmina alla sua amata. Questa rampa di lancio scatenò una moda, e ben presto gli imprenditori francesi cominciarono a commissionare pashmina per il mercato interno.
Attorno al 1870, tuttavia, il mercato subì un brusco arresto a causa dell'introduzione sul mercato dei più economici e più in voga Paisley.
I tessitori kashmiri producono tuttora meravigliosi e caldissimi scialli di pashmina, uno dei souvenir più ambiti dai viaggiatori che si avventurano per i sentieri dell'India.

## Curiosità
- Non esiste una denominazione controllata per la pashmina, mentre "Chyangra Pashmina" è un marchio registrato della NPIA, cioè l'associazione dei produttori nepalesi di Pashmina.